# Салтыки (Пасеговское сельское поселение)
Салтыки́ — деревня в Кирово-Чепецком районе Кировской области в составе Пасеговского сельского поселения.

## География
Расположена на расстоянии примерно 12 км по прямой на юго-запад от центра поселения села Пасегово.

## История
Известна с 1764 года как Заломской починок с населением 14 человек, в 1802 году 3 двора. В 1873 году в починке (Залазнинский или Салтыки) дворов 5 и жителей 49, в 1905 (Заломский или Салтыки) 10 и 85, в 1926 (Салтыки) 27 и 125, в 1950 30 и 90, в 1989 нет постоянных жителей. Настоящее название утвердилось с 1939 года.

## Население
Постоянное население составляло 0 человек в 2002 году, 3 в 2010.